# Río Bamba
Río Bamba é uma comuna da província de Córdoba, na Argentina.